# Świątynia ognia
Świątynia ognia (pers.: Atasz Kade (آتشکده) lub Agiary w Indiach, czyli Dom ognia) – to budynek kultu religijnego zaratusztrian, spotykany przede wszystkim w Iranie, Indiach, Turcji i Azerbajdżanie.

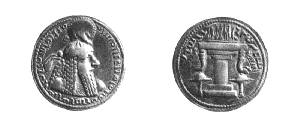
Moneta perska przedstawiająca ołtarz ognia

## Pochodzenie
Kult świętego ognia jest podstawą zaratusztrianizmu. Ogień jest oczyszczającą siłą i jest utożsamiany z prawdą i porządkiem (Asza) oraz wiązany z Amszaspandami. Są trzy rodzaje świętego ognia: Atasz Dadgah, Atasz Adaran i Atasz Behram, przy tym ostatni uważany jest za najświętszy. Pierwsze ołtarze ognia powstały w Persji przypuszczalnie jeszcze przed panowaniem Achemenidów i początkowo były wznoszone na sztucznych wzgórzach, bez zadaszenia. O takich ołtarzach pisali np. Herodot i Strabon. Wynikało to z przekonania, że Boga nie można zamknąć w pomieszczeniu. Taka lokalizacja mogła też wynikać z naśladowania naturalnego fenomenu pn. Persji i zach. wybrzeża M. Kaspijskiego tj. wiecznych ogni – płonących naturalnych wypływów gazu ziemnego. Najbardziej spektakularne płomienie sięgające kilkudziesięcu metrów powstają w tym regionie przy samozapłonach erupcji gazu z wulkanów błotnych np. Lakbatan.
Najstarsza zachowana zadaszona świątynia ognia znajduje się w Iranie, koło Kuh-e Khwaja i pochodzi z czasów Seleukidów. Ten typ budowli sakralnej rozpowszechnił się za panowania Sasanidów (przykładem jest świątynia Atur Gusznasp na Tacht-e Solejman).
Podbój Persji przez muzułmanów spowodował zniszczenie lub przekształcenie w meczety większości świątyń. Następne powstawały głównie w społecznościach Parsów w Indiach. W XX w. wiele zniszczonych świątyń ognia zostało zrekonstruowanych.

## Wygląd
Typowa świątynia ognia składa się z hali oraz małych pomieszczeń bocznych, z których najświętsze chroni święty wiecznie płonący ogień. W tym pomieszczeniu odbywają się rytuały religijne. Ogień jest podsycany drewnem, ale zdarzało się używanie innego opału, np. gazu ziemnego w dzielnicy Baku Surakhani. Przed powstaniem tam w końcu XVIII w. Indyjskiej (Parsów) Świątyni Ognia (Atashgah), miejscowa ludność czciła to miejsce ze względu na „siedem dziur z płonącym ogniem”. Stąd też prawdopodobnie nazwa „Surakhani” – „płonące fontany”.

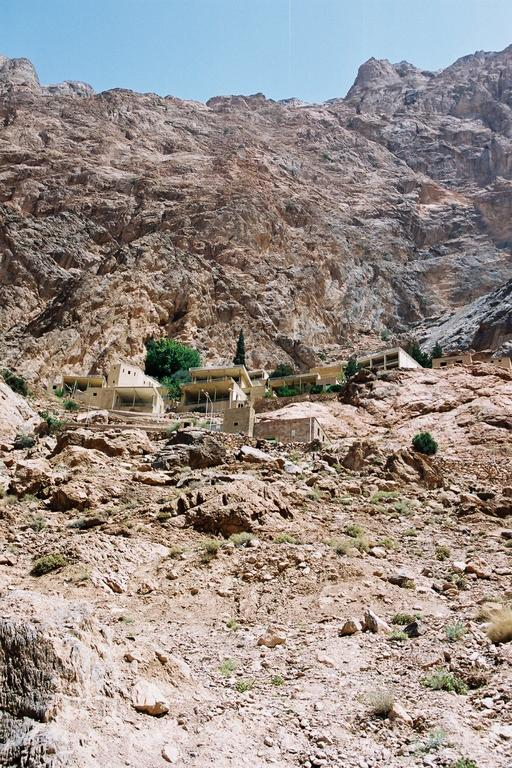
Świątynia ognia Chak Chak koło Jazd (Iran)
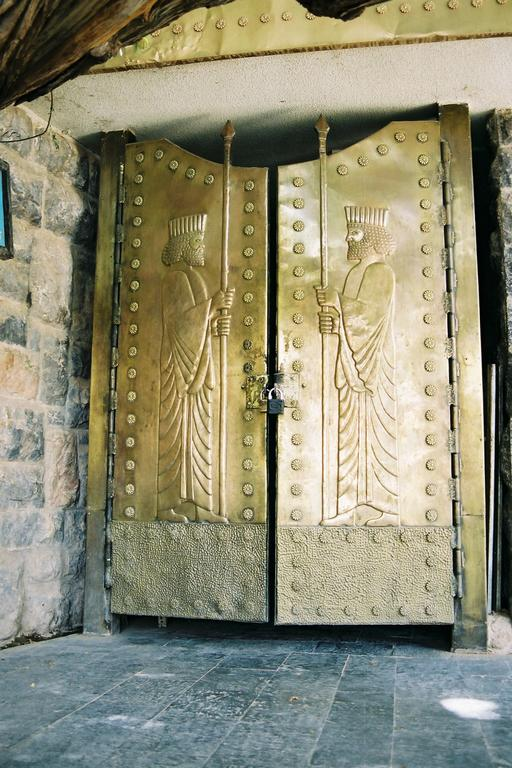
Chak Chak, drzwi do sanktuarium
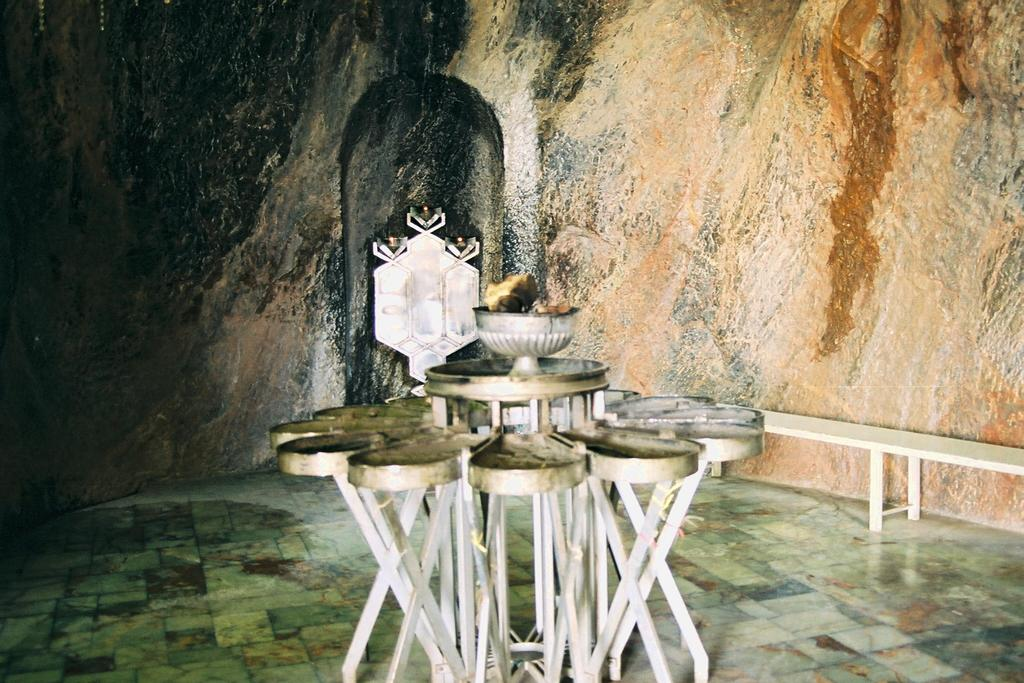
Chak Chak: w sanktuarium
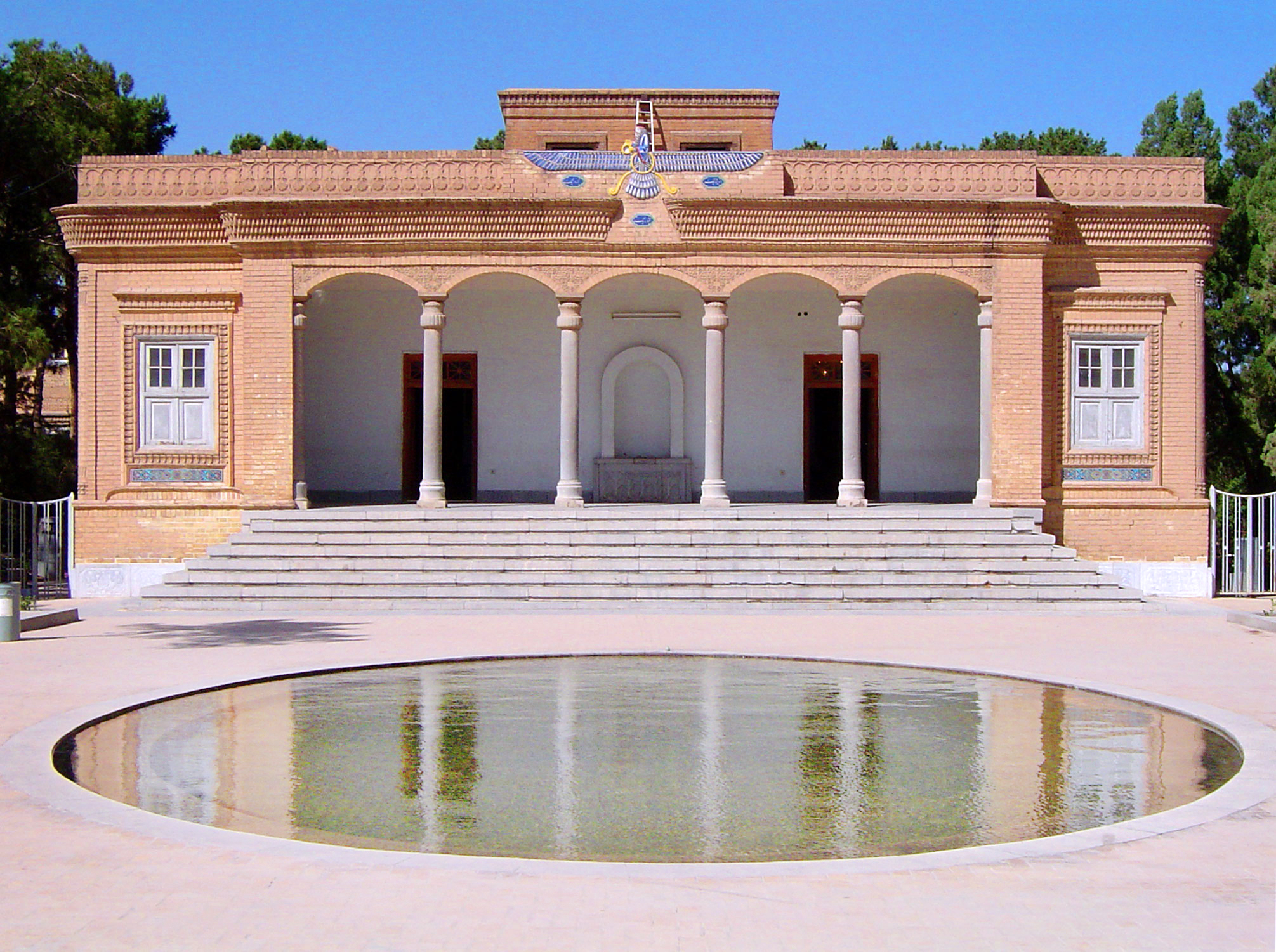
Świątynia ognia w Jazd